# お・か・え・り
「お・か・え・り」は、2013年3月20日に発売された佐良直美のシングル。英語表記は「The Voyager（ザ・ボイジャー）」。発売元はビクターエンタテインメント。規格品番はVICL-36751。

## 解説
前作「いのちの木蔭」で20数年ぶりに歌手活動を再開した佐良直美の約2年4カ月ぶりのシングルである。前作と同時期に製作されながら未発表となっていたバラード「お・か・え・り」と、今回新たに製作されたアップテンポナンバー「100万回アゲイン」の両A面シングルとなっている。「お・か・え・り」には、前作同様に「The Voyager」という題で英語歌詞バージョンが本シングル3曲目に収録された。このトラックのみ歌手名は「Maggie Kim（マギー・キム）」となっているが、佐良の覆面ネームである（この名の由来は「いのちの木陰」解説に記載）。
本シングルのCD帯にはベスト・アルバム『GOLDEN☆BEST deluxe 佐良直美 コンプリート・シングルス+ヒット・カバー・コレクション』（VICL-63577/9）、前作シングル『いのちの木陰』（VICL-36620）のインフォメーションが記載されている。
ジャケット絵のクレジットは「Artist Dog Trio」と記載されているが、これは佐良の飼い犬である。CDパッケージの裏ジャケットには本人の近影を掲載。ジャケット裏面記載の歌詞のほか、別紙で楽譜付歌詞シートが別途封入されている（日本語歌詞のみ）。

## 収録曲
1. お・か・え・り（3:20）
  - 作詞: 山川啓介、作曲: 渋谷毅、編曲： 斎藤ネコ、歌: 佐良直美
2. 100万回アゲイン（4:00）
  - 作詞: 山川啓介、作曲・編曲: 菊谷知樹、歌: 佐良直美
3. The Voyager（お・か・え・り）（3:20）
  - Lyrics: Tiger Mountain・Orenda Midwell・Lauren McCall、Music: Hatch Strong、Song by Maggie Kim
4. お・か・え・り（オリジナル・カラオケ）（3:19）
5. 100万回アゲイン（オリジナル・カラオケ）（4:00）